# Пембасский зелёный голубь
Пембасский зелёный голубь (лат. Treron pembaensis) — тропическая птица рода зелёных голубей. Эндемик Танзании (известен только по острову Пемба), уязвимый вид.

## Классификация
Согласно принятой с 1993 года классификации, основанной на определителе Сибли и Монро, пембасский зелёный голубь представляет собой отдельный вид. Эта точка зрения отражена в Красной книге и других научных источниках, однако это не единственная возможная классификация: в вышедшем в том же году определителе Доусетта и Форбса-Уотсона эта птица рассматривается как подвид мадагаскарского зелёного голубя (T. australis).

## Внешний вид и образ жизни
Пембасский зелёный голубь — небольшая (для голубя) лесная птица. Длина тела до 25 см. Основная часть тела у взрослых особей тускло-зелёная, голова, шея и нижняя часть тела серые. На плечах широкая фиолетовая полоса, отсутствующая у молодых особей. Хвост зубчатый, кроющие перья хвоста и подхвостья зеленовато-жёлтые, каштановые и кремовые.
Голос напоминает голос африканского зелёного голубя, песня состоит из трёх-четырёх частей, представляющих собой посвисты и трели, напоминающие звук флейты и перемежаемые кряхтением и ворчанием. Также может издавать тихое клохтание.
Сезон размножения продолжается с октября по февраль, когда гнёзда зелёных голубей находят даже в непосредственной близости от человеческого жилья. В хрупком гнезде-платформе, сложенном из сучьев, находятся обычно одно-два яйца. Рацион питания пембасского зелёного голубя составляют разнообразные плоды, растущие высоко над землёй.

## Ареал и охранный статус
Пембасский зелёный голубь — эндемик танзанийского острова Пемба и нескольких коралловых островков в непосредственной близости от него. Хотя птицы этого вида встречаются почти по всему острову Пемба, в основном они сосредоточены в двух лесах, Нгези и Мситу-Мкуу, общей площадью 17 км². В качестве места обитания пембасские зелёные голуби также используют сады и старые плантации гвоздичного дерева, многие из которых вследствие падения мировых цен на эту пряность были расчищены под посадки риса и маниока.
Общая популяция вида оценивается менее чем в 10 тысяч особей — исходя из средней плотности, вероятное число представителей вида может быть от 2 до 3,2 тысяч (одна из публикаций 2007 года оценивает его даже менее чем в 500 особей). Вырубка естественных лесов (в целом по Занзибару ежегодно расчищается 1,2 % лесов) и плантаций гвоздичного дерева ведёт к сокращению привычной для вида среды обитания. Блестящие во́роны — инвазивный для Пембы вид — разоряют гнёзда зелёных голубей. Международный союз охраны природы присвоил пембасскому зелёному голубю статус уязвимого вида.